# Raşit Meredow

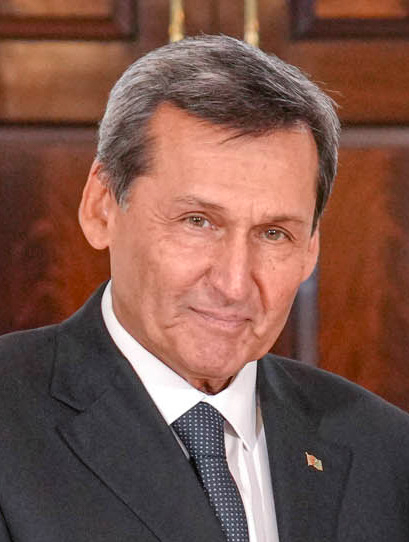
Raşit Meredow (2025)

Raşit Öwezgeldyýewiç Meredow (russisch Рашид Овезгельдыевич Мередов, Raschid Owesgeldyjewitsch Meredow; * 1960 in Aşgabat) ist ein turkmenischer Politiker. Er bekleidet im Kabinett der turkmenischen Regierung den Posten des Außenministers.
Meredow wurde 1960 in Aşgabat geboren, das damals noch zur Sowjetunion gehörte. Er absolvierte ein Jurastudium an der Moskauer Lomonossow-Universität und lehrte anschließend an der Turkmenischen Staatlichen Universität in Aşgabat Zivilrecht. 1990 wechselte er in die Politik und arbeitete im Justizministerium der Turkmenischen SSR, die kurze Zeit später als Republik Turkmenistan unabhängig wurde. 1993 wurde er Leiter der Rechtsabteilung der turkmenischen Präsidialverwaltung unter Staatspräsident Saparmyrat Nyýazow. Im Mai 1999 wurde er zum ersten Stellvertreter des Außenministers ernannt und im Mai 2001 wurde er zum Vorsitzenden des turkmenischen Parlaments gewählt. Seit Juli 2001 ist Meredow Außenminister Turkmenistans und seit Februar 2007 auch Vize-Ministerpräsident. Dieses Amt hatte er bereits von 2003 bis 2005 inne. Er war einer der Unterzeichner der Botschaft aus Amman (Amman Message).
Nach dem Tod von Nyýazow im Dezember 2006 galt Meredow als aussichtsreichster Kandidat für den Posten des Präsidenten Turkmenistans. Zu diesem Zweck beschloss der Nationalrat des Landes in aller Eile sogar einige Verfassungsänderungen. Unter anderem wurde die Altersgrenze für die Wahl des Präsidenten von 55 auf 40 gesenkt. Den Prognosen zum Trotz ging am 11. Februar 2007 Gesundheitsminister und Vizepremier Gurbanguly Berdimuhamedow als Sieger hervor. Auch unter dem neuen Staatschef hat Meredow die Funktion des Außenministers von Turkmenistan inne.